# Sigismund Gossembrot der Ältere

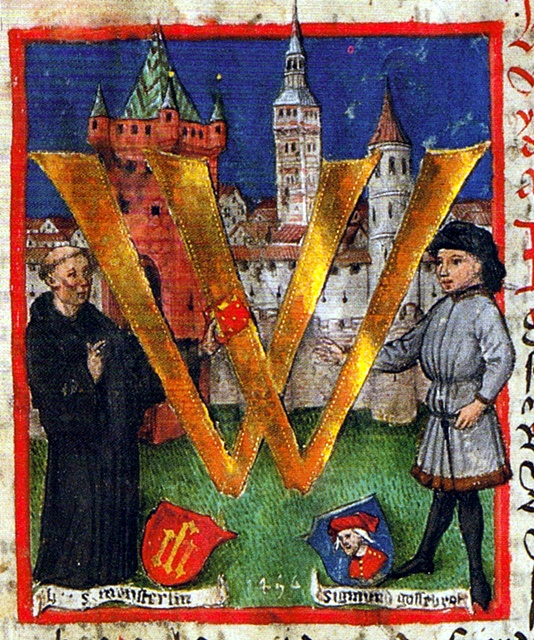
Der Chronist Sigismund Meisterlin überreicht Sigismund Gossembrot (rechts) seine Augsburger Chronik (Buchminiatur von Sigismund Meisterlin, 1458)

Sigismund Gossembrot der Ältere (* 1417 in Augsburg; † 31. Januar 1493 in Straßburg) war ein Augsburger Humanist, Kaufmann und Bürgermeister der Stadt.

## Leben
Sigismund Gossembrot entstammte der alten Patrizierfamilie Gossembrot in Augsburg. Seine Eltern waren Sigismund Gossembrot († 1418) und Anna Minner († 1436), Tochter des Johann Minner. Er studierte in den 1430er Jahren an der Universität Wien und lebte danach als Kaufmann in Augsburg. 1436 errang er den akademischen Grad eines Bakkalaureus. Er hatte intensive geschäftliche Beziehungen mit den Familien Fugger und Welser. Um 1450 wurde Gossembrot in Augsburg zum Mittelpunkt eines Zirkels von Humanisten, der den Mönch und Frühhumanisten Sigismund Meisterlin (um 1435 – nach 1497) eine nach humanistischen Ideen neu konzipierte Historiografie der Stadt Augsburg schreiben ließ. Von dieser Chronik sind verschiedene Exemplare mit zahlreichen Illustrationen erhalten. Sigismund Gossembrot war im Jahre 1458 Bürgermeister in Augsburg. Ab 1461 gab er sein Augsburger Bürgerrecht auf und zog nach Straßburg in die von Rulman Merswin eingerichtete Stiftung der Johanniterkommende 'Zum Grünen Wörth' zurück, wo er sich dem Studium seiner Privatbibliothek widmete und Kontakte zu elsässischen Humanisten pflegte. Er starb 1493 in dem Johanniterkloster, in dem er 30 Jahre seines Lebens verbrachte.

## Familie
Sigismund Gossembrot heiratete 1436 Ursula Arzt, Tochter des Ulrich Arzt verheiratet. Seine Kinder waren:
- Ulrich Gossembrot († 1465); Theologe
- Georg Gossembrot (1445–1502); ⚭ Radegundis Eggenberger
- Sigismund Gossembrot († 1500); ⚭ Anna Rehlinger
- Anna Gossembrot; ⚭ Konrad Rehlinger
- Agatha Gossembrot; Dominikanerin
- Ursula Gossembrot; ⚭ Georg Grander
- Sybilla Gossembrot; ⚭ Leonhard Langenmantel